# Radinjince
Radinjince (cyr. Радињинце) – wieś w Serbii, w okręgu pirockim, w gminie Babušnica. W 2011 roku liczyła 172 mieszkańców.